# 천전초등학교 (강원)
천전초등학교는 대한민국 강원특별자치도 춘천시 신북읍 율문리에 있는 초등학교다.

## 학교 연혁
- 1927년 4월 1일 천전공립보통학교 개교
- 1938년 4월 1일 천전공립심상소학교로 개칭
- 1941년 4월 1일 천전공립국민학교로 개칭
- 1975년 8월 25일 16개 교실 준공
- 1981년 3월 18일 병설유치원 개원
- 1985년 10월 21일 춘성군 학생체육관 준공
- 1996년 3월 1일 천전초등학교로 명칭 변경
- 1998년 3월 2일 특수학급
- 2016년 3월 1일 제29대 윤병용 교장 부임
- 2017년 2월 10일 제89회 졸업식 거행 (졸업생 누계 5,375명)
- 2018년 2월 9일 제90회 졸업식 거행 (졸업생 누계 5,386명) 신설

## 참고 자료
- 천전초등학교 - 한국교육학술정보원 학교알리미